# Björn Vleminckx
Björn Vleminckx (nacido el 1 de diciembre de 1985 en Boom, Amberes) es un futbolista belga que jugaba de delantero y su último equipo fue el FC Oppuurs. Fue internacional con la selección de fútbol de Bélgica.

## Carrera
Comenzó su carrera con el KSK Beveren y se unió en julio de 2005 a K.V. Oostende Después de un año dejó el club para firmar con el KV Mechelen. El 6 de junio de 2009 NEC Nijmegen compró al delantero de 23 años de edad, de KV Mechelen por € 1,8 millones, firmó un contrato por cuatro años hasta julio de 2013.
Fue el máximo goleador de la Eredivisie en la temporada 2010-11, con 23 goles.
El 25 de marzo de 2011,  firmó un contrato a partir de junio de 2011 en el Club Brujas. Brujas pagó 3,3 millones de € a NEC como la suma de transferencia hasta el 2013, donde fue prestado por seis meses al Gençlerbirliği SK del cual no tenía minutos, al acabar contrato se fue al Kayseri Erciyesspor donde firmó un contrato de dos años en el 2015 dejó el club tras acabar su contrato y fichó por Göztepe SK, pero disolvió contrato vigente el 24 de agosto de 2016. En el 2016 vuelve a Bélgica para jugar segunda división con el Royal Antwerp club en el que logró ascender a primera división.

## Selección nacional

### Selección juvenil
Formó parte de la sub-19 de Bélgica en el Campeonato Europeo de la UEFA Sub-19 2004. donde su selección quedó en fase de grupos.

### Selección absoluta
Vleminckx fue convocado por primera vez el 6 de agosto de 2009 por Frank Vercauteren para el partido contra República Checa pero su debut se hizo el 11 de agosto de 2010 en un amistoso contra Finlandia entrando por Axel Witselal final Bélgica perdió el partido 1-0 también fue convocado para jugar contra Rusia 0-2, en el 2011 jugó tres amistosos contra Finlandia 1-1, Turquía 1- 1 y Eslovenia 0-0.

## Clubes
| Club                    | País         | Año         |
| ----------------------- | ------------ | ----------- |
| KSK Beveren             | Bélgica      | 2002 - 2006 |
| K.V. Oostende (cedido)  | Bélgica      | 2005 - 2006 |
| KV Mechelen             | Bélgica      | 2006 - 2009 |
| NEC Nijmegen            | Países Bajos | 2009 - 2011 |
| Club Brujas KV          | Bélgica      | 2011 - 2013 |
| Gençlerbirliği (cedido) | Turquía      | 2013        |
| Erciyesspor             | Turquía      | 2013 - 2015 |
| Göztepe SK              | Turquía      | 2015 - 2016 |
| Royal Antwerp           | Bélgica      | 2016 - 2019 |
| FC Oppuurs              | Bélgica      | 2019 - 2021 |